# Leptinotarsa tumamoca
Espèce
Leptinotarsa tumamoca  est une espèce d'insectes coléoptères de la famille des Chrysomelidae, originaire d'Amérique du Nord, qui se nourrit sur des plantes de la famille des Solanaceae. C'est un proche parent du doryphore, avec lequel il peut être confondu, mais contrairement à ce dernier, ce n'est pas un ravageur des cultures de pomme de terre.